# Aleksandros Katranis
Aleksandros Katranis (gr. Αλέξανδρος Κατράνης, ur. 4 maja 1998 w Wolosie) – grecki piłkarz grający na pozycji lewego obrońcy w amerykańskim klubie Real Salt Lake. Były, młodzieżowy reprezentant Grecji.
Wychowanek PAE Atromitosu, w swojej karierze grał również w AS Saint-Étienne, Royal Excel Mouscron, Hataysporze i Piaście Gliwice.